# 马平林
马平林（1907年12月21日—1980年2月9日），又名牧野，号鷮集，男，浙江黄岩县拱中乡屿弄人，中国军事人物，曾任新疆维吾尔自治区政协副主席。

## 生平
父马子骏，育有三子二女，马平林排行老二。1913年至1925年在家乡私塾和屿弄小学、路桥镇筠美小学、黄岩县立中学校就读。1925年6月中学毕业后回母校屿弄小学任教。1925年9月辞去教职，到上海投考中国国民党陆军军官学校，通经过初试，乘船赴广州复试，1925年10月入黄埔四期步兵科。1926年10月毕业参加北伐。
1949年9月25日，随西北军政副长官兼新疆警备总司令陶峙岳、新疆警备副总司令兼整编第42师师长赵锡光通电起义。1949年9月28日，喀什专员乌迈尔大毛拉被对抗起义的地方官劫持，目的是强迫其收回起义通告，在南疆制造混乱。马平林坚决执行赵锡光副总司令的命令，找到乌迈尔大毛拉，避免了一场骚乱。
1980年2月9日在乌鲁木齐因血管瘤破裂逝世，享年73岁。
著有《喀什地区和平解放的一些回忆》等。